# Artysta (opowiadanie)
Artysta (oryg. ros. Художник) – opowiadanie Tarasa Szewczenki. 

## Okoliczności powstania utworu
Taras Szewczenko napisał Artystę w czasie uwięzienia w Twierdzy Pietropawłowskiej, następnie zaś w Orenburgu, jako część cyklu rosyjskojęzycznych opowiadań podpisanych pseudonimem Kobziarz Darmograj. Z cyklu, który wedle zachowanej korespondencji autora liczył 11 tekstów, odnalezionych zostało dziewięć. Przyczyną rezygnacji z pisania po ukraińsku przy tworzeniu tych dzieł była nadzieja autora na ich szybszą publikację w pismach wydawanych w Petersburgu lub Moskwie.
W większości opowiadań napisanych w więzieniu ważne miejsce zajmuje inspiracja własną biografią. Artysta oparty jest w całości na własnych wspomnieniach autora. Opisując los utalentowanego malarza wywodzącego się z rodziny chłopów pańszczyźnianych, Szewczenko przedstawiał własną edukację artystyczną oraz okoliczności wykupu z pańszczyzny dzięki pomocy innych twórców. Zmienił jedynie zakończenie dzieła - bohater utworu ponosi artystyczną klęskę i umiera w domu dla obłąkanych. 

## Treść
Narratorem utworu jest tworzący w Petersburgu malarz pochodzenia ukraińskiego Iwan Soszenko, postać historyczna, która odegrała decydującą rolę w wyzwoleniu Szewczenki z pańszczyzny. Przypadkowo spotyka on w Ogrodzie Letnim piętnastoletniego chłopca, zajętego rysowaniem wystawionego w ogrodzie posągu Saturna. Dowiaduje się, iż jest to syn ukraińskiego chłopa, oddany do pracy u malarza pokojowego. Zaintrygowany wysokim poziomem szkicu Soszenko stopniowo zaczyna uczyć go rysunku i anatomii, zabiera do galerii, wreszcie przekonuje pracodawcę chłopca, by zrezygnował z zatrudniania go, po czym przedstawia go znanym malarzom, w tym Karlowi Briułłowowi. Wspólnym wydatkiem artyści rosyjscy wykupują młodzieńca z poddaństwa, co umożliwia mu podjęcie nauki w Akademii Umiejętności.
Dalsza część utworu, rozgrywająca się po wyjeździe Soszenki z Petersburga, zredagowana została częściowo w formie listów wysyłanych do niego przez młodego artystę. Młodzieniec z entuzjazmem kształci się dalej w Akademii, bardzo przeżywa udział swoich obrazów w wystawach konkursowych, kilka z jego prac otrzymuje nagrody. Tymczasem jego sąsiadką zostaje młoda dziewczyna z ciotką; tytułowy artysta najpierw uczy ją czytać, następnie zaś zakochuje się w niej i żeni. Założenie rodziny powoduje załamanie jego rozwoju twórczego: zamiast obrazu na kolejny konkurs, maluje portret ukochanej w kostiumie westalki, który staje się jego ostatnim artystycznym sukcesem. W tym samym czasie dziewczyna zachodzi w ciążę, zgwałcona przez marynarza, zaś jej mąż zgadza się podjąć opieki nad dzieckiem. Stopniowo porzuca pracę artystyczną, następnie zaś wariuje i umiera w przytułku dla obłąkanych.

## Cechy utworu
Artysta, wyłączając zakończenie, jest utworem o charakterze autobiograficznym. Opisując losy tytułowego bohatera, jego wykupienie z niewoli, edukację i otoczenie, Szewczenko przedstawiał własne losy. Jedynym elementem odróżniającym artystę od autora opowiadania był wiek bohatera - Szewczenko w momencie wykupu z niewoli miał ponad dwadzieścia lat, nie zaś piętnaście.
W Artyście Szewczenko porusza jeden z najważniejszych tematów całej swojej twórczości - los utalentowanego młodego człowieka urodzonego w niewoli (do problemu tego powraca także w opowiadaniach Muzykant oraz Warnak) oraz w ujęciu szerszym - kwestię osobistego poddaństwa, które poddaje surowej krytyce, jako przyczynę ruiny talentów i ludzkich dramatów.
Opowiadanie zostało po raz pierwszy opublikowane po śmierci autora, wbrew jego nadziejom i staraniom na szybszą publikację w prasie rosyjskiej. Za życia Szewczenki zarówno twórcy rosyjscy, jak i ukraińscy przyjęli jego utwór - podobnie jak inne opowiadania z okresu więziennego - nieprzychylnie i odmówili mu pomocy w ich upowszechnieniu. Artysta ukazał się drukiem po raz pierwszy w pismie Kijewskaja starina z 1887.
Pierwszy przekład tekstu na język polski powstał w 1975; jego autorem był Jerzy Jędrzejewicz.